# Jos Manders
 Jos Manders (* 8. März 1932 in Eindhoven, Niederlande; † 1978 in Eindhoven) war ein niederländischer Bildhauer und Objekt- und Reliefkünstler.

## Leben und Werk
Jos Manders studierte an der Akademie für Industriedesign in Eindhoven. Sein Atelier und seine Wohnung waren in Bergeijk bei Eindhoven.
Manders schuf vorwiegend minimalistische, monochrome (weiße) Arbeiten aus Kunststoff, in der Regel aus PVC-Folie und Polyester. Seine Relief-artigen Objekte bestanden meist aus zwei Teilen, die weich ineinandergriffen, wie Puzzleteile. Aus diesen Arbeiten sind die Serie „Communicatie“ am bekanntesten.
Manders hatte seine erste Einzelausstellung im Jahr 1966 im Van Abbemuseum in Eindhoven. Im Jahr 1968 war er mit 5 Kunststoff-Reliefs auf der 4. documenta in Kassel vertreten.